# Rudolf-Keller-Haus
Das Rudolf-Keller-Haus ist eine Schutzhütte der Sektion Pirmasens des Deutschen Alpenvereins (DAV). Sie liegt im Wasgau und ist ganzjährig geöffnet.

## Geschichte
Die Sektion Pirmasens wurde am 21. Januar 1897 in Pirmasens als Sektion Pirmasens des Deutschen und Österreichischen Alpenvereins (DuOeAV) gegründet. 1954 konnte die Sektion von der Forstverwaltung ein großes Gelände bei dem Ort Langmühle in der Gemeinde Lemberg erwerben. In den Jahren 1955 bis 1956 wurde das Haus erbaut. Mit der offiziellen Einweihung ließ man sich viel Zeit. Gleichzeitig mit der Feier des 60-jährigen Bestehens der Sektion Pirmasens wurde das Rudolf-Keller-Haus, das nach dem Vorsitzenden benannt wurde, der sich große Verdienste um die Errichtung des Hauses gemacht hatte, am 30. Mai 1957 mit einer großen Feier eingeweiht. In den 1980er Jahren entsprachen die sanitären Anlagen nicht mehr den gültigen Vorschriften und Anforderungen. So wurde 1985 der Beschluss gefasst, einen Sanitärtrakt mit Toiletten und Duschen anzubauen. Die Planungen waren im Winter 1985 abgeschlossen und der Bau konnte im Sommer 1986 realisiert werden. Um das Haus bewirtschaften zu können, mussten im Vorfeld viele Auflagen der Baubehörden erfüllt werden. Die Küche wurde vollständig renoviert, Boden und Wände gefliest, im Gastraum wurde eine Theke eingebaut. Seit 1. Juli 2000 wird das Rudolf-Keller-Haus bewirtschaftet.

## Lage
Das Rudolf-Keller-Haus liegt in Langmühle, einem Ortsbezirk der Ortsgemeinde Lemberg im Landkreis Südwestpfalz.

## Zustieg
- Es existiert ein Parkplatz am Haus.

## Hütten in der Nähe
- Ludwigshafener Hütte, Selbstversorgerhütte, Wasgau (273 m)
- Kaiserslauterer Hütte, Selbstversorgerhütte, Wasgau (332 m).[3]

## Tourenmöglichkeiten
- Lemberger Flößertour, Wanderung, Pfalz, 13,8 km, 4 Std.
- Rudolf-Keller-Haus – Lemberger Felsen- und Burgenrunde, Wanderung, Pfalz, 20 km, 6 Std.[4]

## Klettermöglichkeiten
- Klettern im Dahner Felsenland[5]
- Klettergebiet Pfälzer Wald

## Skifahren
- Skigebiete in Rheinland-Pfalz.[6]

## Karten
- Kompass Karten 826 Pfalz, Naturpark Pfälzerwald: 2 Wanderkarten 1:50.000 im Set inklusive Karte zur offline Verwendung in der KOMPASS-App. Fahrradfahren. ISBN 978-3991210757
- Pfälzerwald 7: Wanderkarte mit Radwegen, Blatt 40-544, 1 : 25.000, Dahn, Fischbach b.D., Hinterweidenthal, Lemberg, Ludwigswinkel, Pirmasens. ISBN 978-3960991090
- Naturpark Pfälzerwald / Östlicher Wasgau mit Bad Bergzabern Blatt 8: Naturparkkarte 1:25.000 mit Wander- und Radwanderwegen: Rheinland-Pfalz, Landkarte – Gefaltete Karte. ISBN 978-3896374042
- Naturpark Pfälzerwald / Westlicher Wasgau mit Dahn Blatt 7: Naturparkkarte 1:25.000 mit Wander- und Radwanderwegen: Rheinland-Pfalz, Landkarte – Gefaltete Karte. ISBN 978-3896374035